# Boeddhisme in India

De Ashoka Chakra is een oude Indiase weergave van de dharmachakra en wordt gebruikt in het wapen van India

Het boeddhisme in India ontstond toen Gautama Boeddha rond het jaar 530 v.Chr. de staat van verlichting had bereikt en het inzicht had opgedaan van de Vier nobele waarheden. Het boeddhisme verspreidde zich daarna over Azië, terwijl het op het geboortecontinent tussen de 10e en de 13e eeuw vrijwel geheel verdween als gevolg van de intrede van de islam en de bloei van het hindoeïsme. Vanaf de 18e eeuw leefde het boeddhisme slechts in beperkte mate weer op.

## Gautama Boeddha

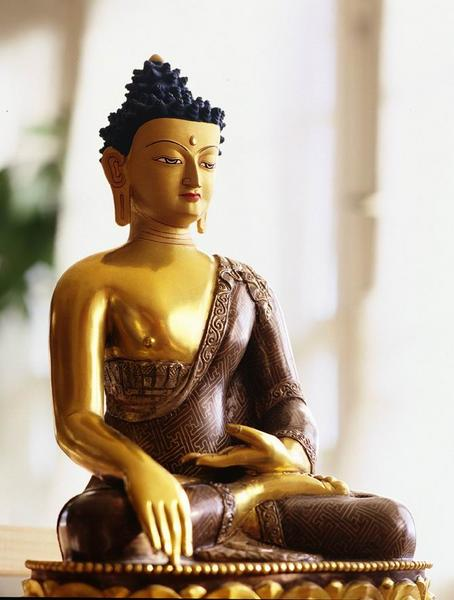
Een beeldje van Gautama Boeddha

Het boeddhisme ontstond toen Gautama Boeddha, ook wel aangeduid met De Boeddha, rond het jaar 530 v.Chr. de staat van verlichting had bereikt en het inzicht had opgedaan van de Vier nobele waarheden.
Aanvankelijk volgde een periode van stilzwijgen, omdat hij zijn ervaring niet in woorden wist over te dragen. Hij werd echter aangemoedigd dit wel te doen en wijdde zich vervolgens een tijd aan de uiteenzetting van zijn ervaringen. Daarna reisde hij de rest van zijn leven om zijn leer over te dragen aan een steeds groter wordende groep volgelingen.

## Geschiedenis

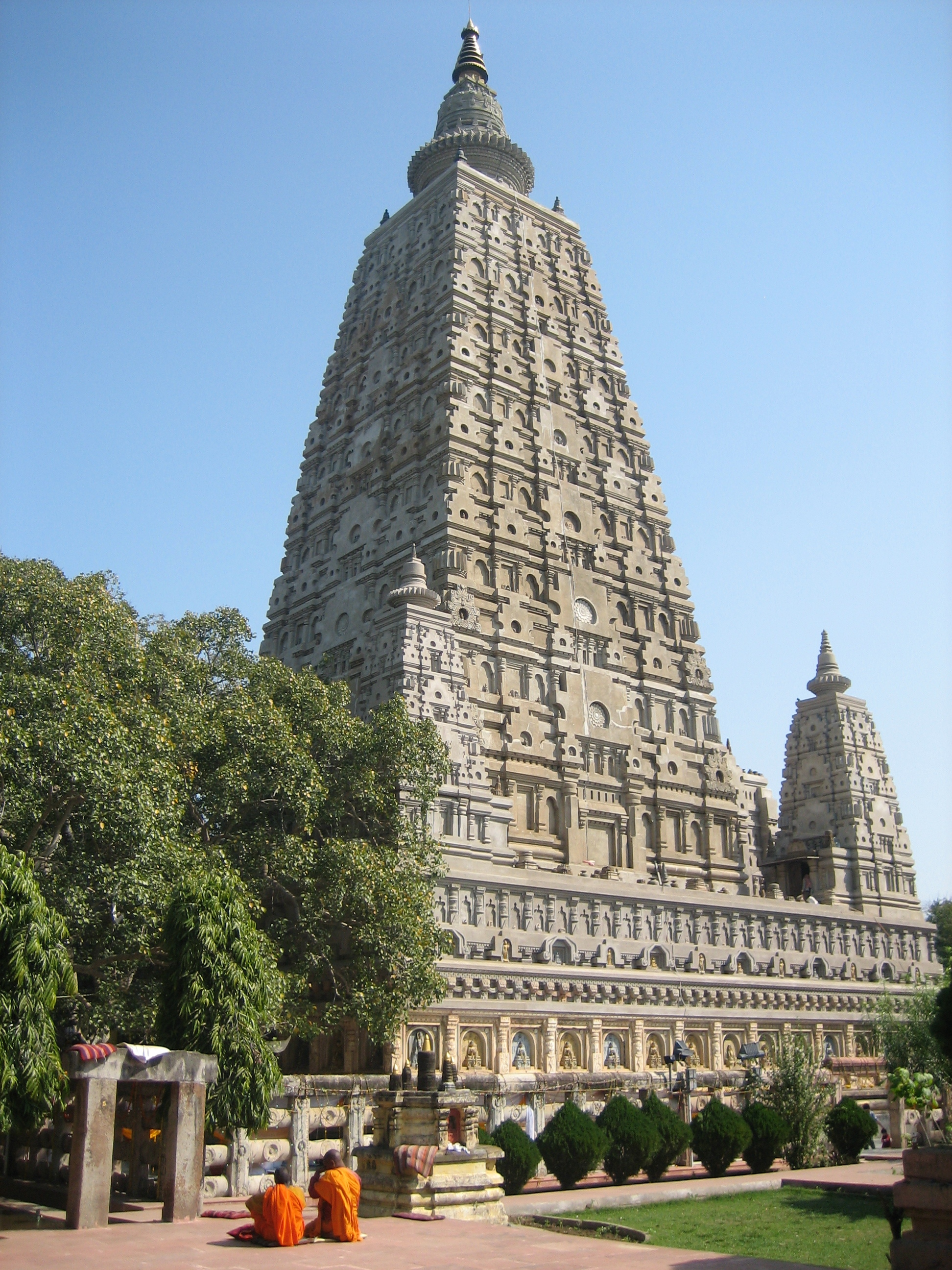
De Mahabodhitempel in Bodhgaya (Bihar) staat op de plek waar Gautama Boeddha de verlichting bereikte

Sinds het ontstaan van het boeddhisme heeft de religie zich ontwikkeld in steeds meer stromingen. In India hield deze ontwikkeling in feite op tijdens het verval vanaf de 10e eeuw totdat het boeddhisme in de 13e eeuw vrijwel geheel uit India was verdwenen.

### Bloei
Enkele decennia na het fysieke overlijden (parinibbana) van De Boeddha werd zijn leer op uiteenlopende wijze geïnterpreteerd, waardoor de eerste verschillende stromingen in het boeddhisme ontstonden.
De jaren van ca. 150 v.Chr. tot 100 n.Chr. stonden in het teken van de ontwikkeling van het mahayana. De opkomst van deze school leverde enkele belangrijke teksten op die begin 21e eeuw nog steeds van belang zijn, zoals de Lotussoetra, Diamantsoetra en de Hartsoetra. De eerste eeuw van onze jaartelling stond verder in het teken van de opkomst van de madhyamaka en yogacara.
Vanaf de 3e eeuw n.Chr. ontstond er een nieuwe boeddhistische stroming uit de tantra's, die vanaf de 7e eeuw haar intrede deed in Tibet. Deze stroming is maatgevend geweest voor het Tibetaans boeddhisme. Het tantrisch boeddhisme wordt ook wel het vajrayana of mantrayana genoemd.

### Verval
Door de groei van het hindoeïsme, de afname van het aantal boeddhistische universiteiten en de islamitische invasies in het noordwesten vanaf de 10e eeuw raakte het boeddhisme in zijn bakermat India in een neergaande spiraal. Het gevolg was dat het boeddhisme in de 13e eeuw bijna helemaal was verdwenen. De expansie van het boeddhisme in andere regio's in Azië nam daarentegen juist een grote vlucht.
Het boeddhisme bleef na de 13e eeuw alleen nog bestaan in de twee onafhankelijke Himalayastaten Bhutan en Sikkim, bij enkele stammen in het noordoosten en op het eiland Sri Lanka voor de zuidoostkust van India.

## Concilies

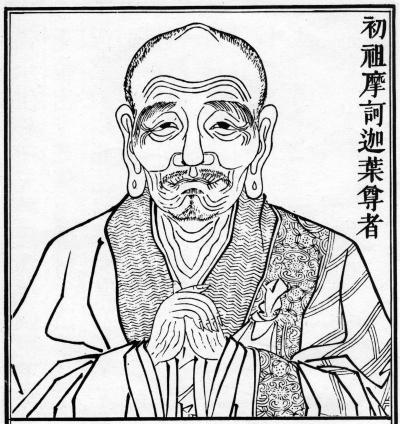
Mahakasyapa

In de eerste eeuwen van het Indiase boeddhisme vond er viermaal een concilie plaats. Er is twijfel of het hier in alle gevallen letterlijk om concilies ging of dat er sprake was van synodes of lokale vergaderingen van monniken.
Concilie in Rajagriha (543 v.Chr.)Dit werd kort na het parinibbana van Gautama Boeddha georganiseerd door Mahakasyapa en wordt beschreven in de Vinayapitaka. Het concilie werd door rond 500 monniken bezocht. De aanleiding was dat Mahakasyapa had waargenomen dat er afgeweken werd van de oorspronkelijke leer van De Boeddha.
Concilie in Vaishali (ca. 350 v.Chr.)Het concilie werd belegd omdat onenigheid was over de te volgen discipline. Het ging bijvoorbeeld over voorvallen die in strijd waren met de vinaya als het aannemen van goud en zilver van leken, tijdstippen van het eten van voedsel, het nuttigen van alcohol en de viering van de Uposatha zonder dat leken waren uitgenodigd.
Concilie tijdens Asoka de GroteDit concilie wordt niet erkend door de Pali-stroming in Sri Lanka. De reden voor het bijeenroepen van dit concilie was gelegen in het verschil van mening over de natuur van de arhat. Aan het eind van dit concilie waren de volgelingen nog steeds verdeeld in twee kampen.
Concilie in KasjmirOver dit concilie zijn oorspronkelijke geschriften met elkaar in tegenspraak. Het zou een algemeen concilie zijn dat door keizer Kanishka zou zijn uitgeroepen dan wel door de sarvastivada's. In het laatste geval zou het geen concilie betreffen. Dit concilie stond in het teken van de interpretatie van een deel van de Abhidhamma.

## Boeddhistische universiteiten

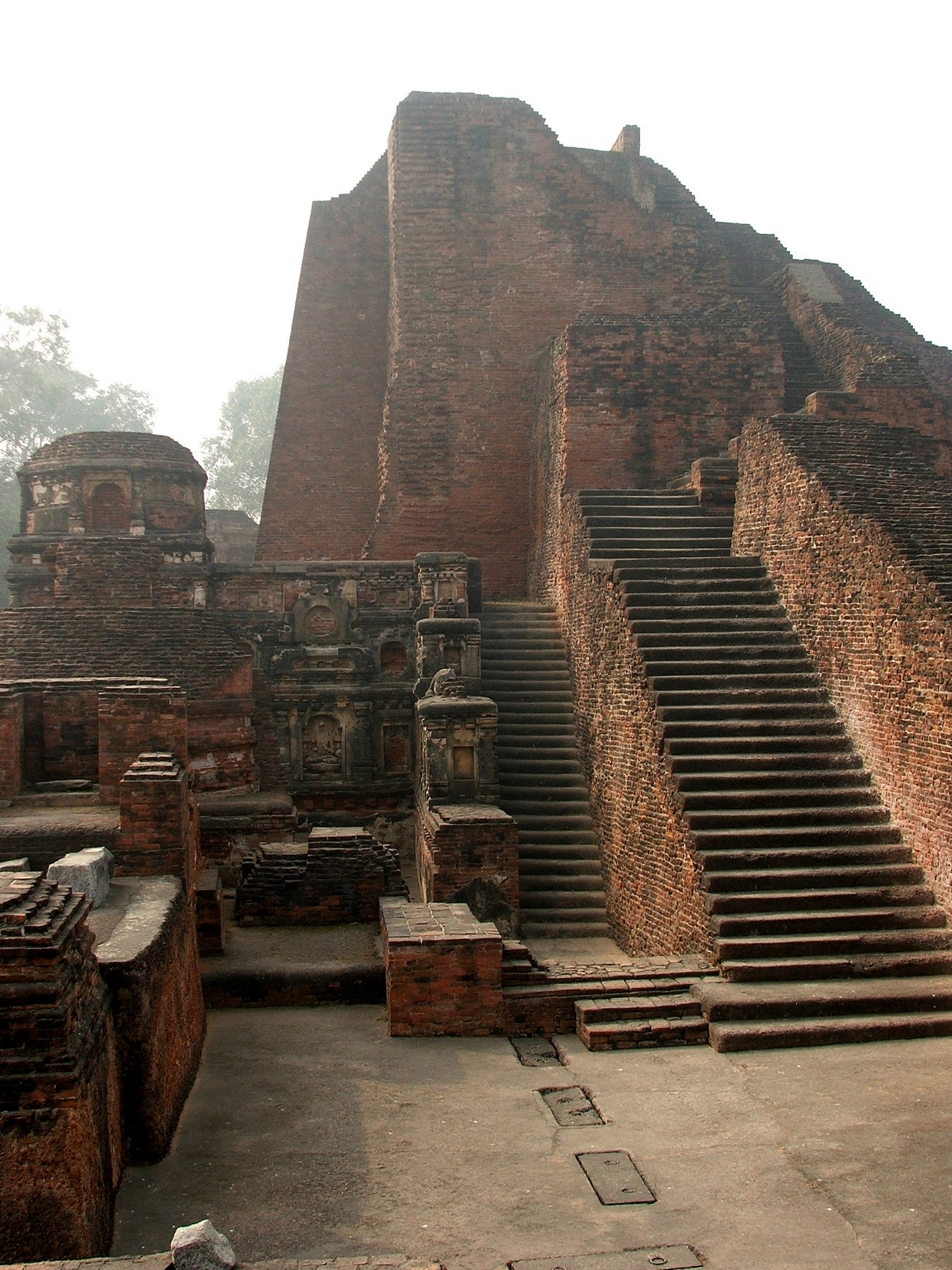
Ruïnes van Nalanda

Een van de bekendste boeddhistische, historische universiteiten was Nalanda. Er is het vermoeden dat de universiteit werd gebouwd door de Kushanas. Als dat het geval is, zou dat betekenen dat het het een van de oudste en langst bestaande instituten ter wereld is geweest voor hoger onderwijs.
Het boeddhistisch onderwijs Nalanda duurde voort tot het jaar 1197, toen de islamitische legers het instituut verwoestten. Nalanda stond onder bestuur van de Gupta's en kende zijn grootste omvangen tussen de 8e en 12e eeuw, tijdens de regering van de Pala's.
Er bestonden echter nog veel meer boeddhistische universiteiten in India. In West-India was dit bijvoorbeeld de Valabhi, die op Nalanda na de grootste was in zijn soort. Tijdens het bewind van de Pala's kwamen hier ook nog andere grote instituten bij, als Vikramasila, Uddandapura, Somapuri, Jagaddala, Vajrasana en Trikatuka. In Nalanda, Vikramasila en Uddandapura waren monniken aanwezig uit meerdere boeddhistische stromingen.

## Hedendaags boeddhisme

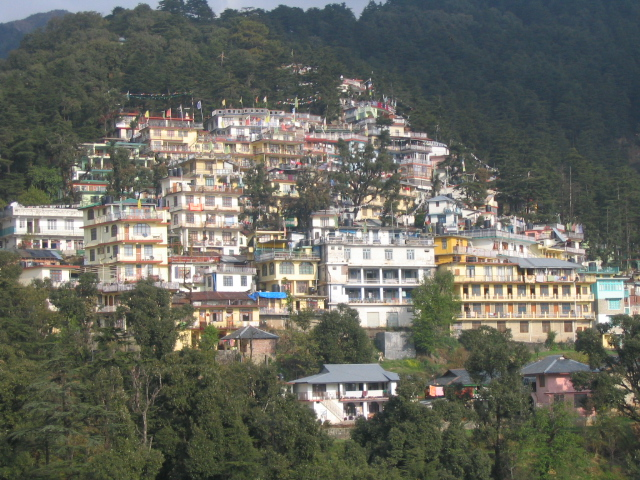
McLeod Ganj, zetel van de dalai lama en veel Tibetaans boeddhistische instituten

De heropleving van het Indiase boeddhisme begon aan het begin van de 19e eeuw, toen westerse wetenschappers teksten uit het Pali, Sanskriet en Tibetaans begonnen te vertalen in hun eigen taal, om zodoende het Indiase boeddhisme te kunnen bestuderen. Onder hen bevonden zich James Prinsep die in 1837 het Brahmischrift van de inscripties van Asoka decodeerde en Alexander Cunningham die begon aan de vertaling van de reisgids van Xuanzang.
In 1891 richtte de Sri Lankaanse monnik Anagarika Dharmapala de Maha Bodhi Society op in Bodhgaya, de plaats waar De Boeddha tweeënhalf millennium eerder de verlichting had bereikt. Gedurende de decennia die volgden ontwikkelde zich opnieuw de studie van het boeddhisme onder zowel wetenschappers als volgelingen.
Een parallelle opleving van het boeddhisme volgde naar aanleiding van de Tibetaanse diaspora waarbij naar schatting 100.000 Tibetaanse vluchtelingen naar India kwamen sinds 1950 en vooral sinds de opstand in Tibet van 1959.
Om verschillende redenen is de verwachting dat het gaat om een blijvende terugkeer van het boeddhisme in India. Aanleiding geven bijvoorbeeld het ontstaan van boeddhistische liederen, een voortgaande vertaling van teksten, de oprichting van boeddhistische centra en boeddhistische pelgrimages die worden ondernomen.
Met een aandeel van 0,7% (2001) is het boeddhisme begin 21e eeuw weliswaar een kleine religie, maar kent het toch nog meer dan 8 miljoen volgelingen. India bevindt zich dan ook in de top 20 qua aantal boeddhisten per land.

## Verder lezen
- (en) Wardner, A.K. (2000), Indian Buddhism, Motilal Banarsidass Publishers, Delhi, ISBN 978-8120817418

België · Cambodja · China (Hongkong · Tibet) · India · Indonesië · Japan · Korea · Myanmar · Mongolië · Nederland · Rusland · Sri Lanka · Taiwan · Thailand